# Комизо
Ко̀мизо (на италиански: Comiso, на сицилиански U Còmisu, У Комизу) е град и община в южна Италия, провинция Рагуза, в автономен регион и остров Сицилия. Разположен е на 209 надморска височина. Населението на града е 30 577 души (към 30 декември 2010 г.).